# Leopold et Loeb
Pour les articles homonymes, voir Loeb et Léopold.

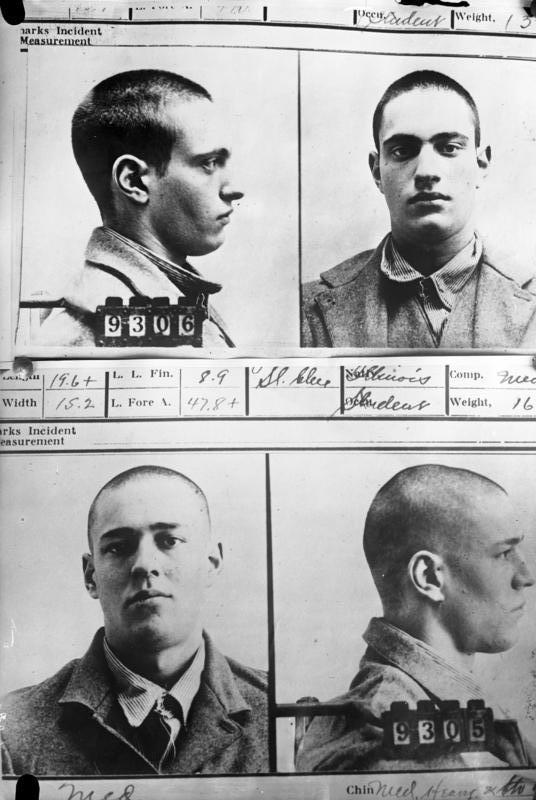
Nathan Leopold et Richard Loeb

Nathan Leopold (1904-1971) et Richard Loeb (1905-1936), originaires de Chicago (Illinois), sont deux riches étudiants américains en droit de l'université de Chicago, arrêtés et condamnés à l'âge de 19 et 18 ans pour l'enlèvement et le meurtre (le 21 mai 1924 à Chicago) de Bobby Franks, un adolescent de 14 ans. Ils voulaient commettre le « crime parfait », qualifié à l'époque de « crime du siècle », comme une démonstration de leur « supériorité intellectuelle » supposée qui, selon eux, les rendait capables et leur donnait le droit de commettre un crime « sans conséquences ».

## Les protagonistes

### Nathan Leopold
Nathan Leopold est né le 19 novembre 1904 à Chicago, fils de Florence (née Foreman) et de Nathan Leopold, une riche famille d'immigrants juifs allemands,. Il affirme avoir prononcé ses premiers mots à l'âge de quatre mois. Au moment du meurtre, Leopold avait obtenu un diplôme de premier cycle à l'université de Chicago avec les honneurs Phi Beta Kappa et prévoyait de commencer des études à la faculté de droit de Harvard après un voyage en Europe. Il aurait étudié 15 langues, prétendait en parler cinq couramment et avait obtenu une certaine reconnaissance nationale en tant qu'ornithologue.

### Richard Loeb
Richard Loeb est né le 11 juin 1905 à Chicago, fils d'Anna Henrietta (née Bohnen) et d'Albert Henry Loeb, un riche avocat et vice-président à la retraite de l'entreprise Sears, Roebuck & Company à Chicago. Son père était juif et sa mère catholique. Comme Léopold, Loeb était exceptionnellement intelligent. Avec les encouragements de sa gouvernante, il a sauté plusieurs classes à l'école et est devenu le plus jeune diplômé de l'université du Michigan à 17 ans. Il s'intéressait particulièrement à l'histoire et faisait des études supérieures sur le sujet à l'université de Chicago au moment du meurtre.
Comparé à Leopold, Loeb n'était pas très intéressé par les activités intellectuelles, préférant rencontrer des amis, jouer au tennis et lire des romans policiers.

### Adolescence et premiers crimes

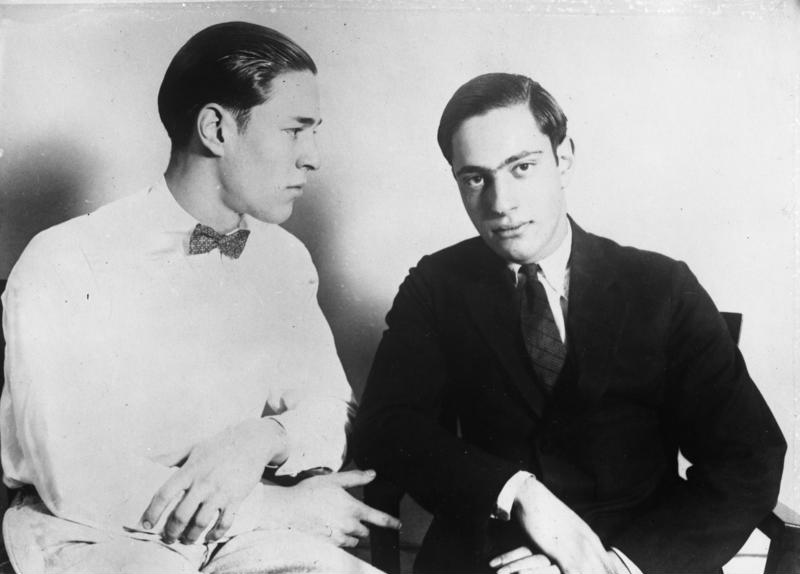
Richard Loeb et Nathan Leopold.

Les deux jeunes hommes ont grandi avec leurs familles respectives dans le quartier aisé de Kenwood, dans le South Side de Chicago. Les Loeb possédaient une propriété d'été (aujourd'hui appelée Castle Farms) à Charlevoix, dans le Michigan, ainsi qu'un manoir à Kenwood, à deux pâtés de maisons de la maison des Leopold.
Bien que Leopold et Loeb se soient connus de manière informelle pendant leur enfance, ils ont commencé à se voir davantage au milieu des années 1920, et leur relation s'est épanouie à l'université de Chicago, en particulier après qu'ils se sont découvert un intérêt commun pour le crime. Leopold est particulièrement fasciné par le concept de Friedrich Nietzsche des "surhommes" (Übermensch), qu'il interprète comme des individus transcendants dotés de capacités extraordinaires et inhabituelles, dont l'intelligence supérieure leur permet de s'élever au-dessus des lois et des règles qui régissent la population moyenne. Leopold pense que Loeb et lui-même font partie de cette élite et qu'en tant que tels, selon son interprétation des doctrines de Nietzsche, ils ne sont pas liés par l'éthique ou les règles normales de la société. Dans une lettre à Loeb, Leopold écrit : « Un surhomme ... est, en raison de certaines qualités supérieures qui lui sont inhérentes, exempté des lois ordinaires qui régissent les hommes. Il n'est pas responsable de ce qu'il peut faire ».
Le duo commence à faire valoir son immunité perçue des restrictions normales par des actes de vol et de vandalisme. S'introduisant dans une fraternité de l'université du Michigan, ils volent des canifs, un appareil photo et une machine à écrire qu'ils utiliseront plus tard pour rédiger leur demande de rançon. Enhardis par leurs méfaits, ils commettent une série de crimes plus graves, dont un incendie criminel, mais personne ne semble s'en apercevoir. Déçus par l'absence de couverture médiatique de leurs crimes, ils décident alors de planifier et d'exécuter un "crime parfait" sensationnel qui attirerait l'attention du public et confirmerait à leurs yeux leur statut de "surhomme".

## Les faits

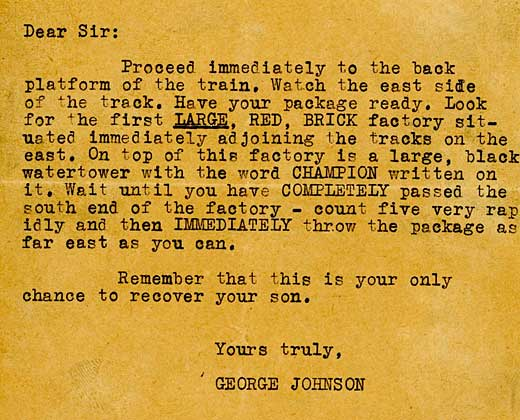
Lettre de demande de rançon rédigée par Leopold et Loeb.

Leopold et Loeb (âgés respectivement de 19 et 18 ans à l'époque) choisissent l'enlèvement et le meurtre d'un jeune adolescent pour commettre leur crime parfait. Au total, ils consacrent pas moins de sept mois pour tout planifier, de la méthode d'enlèvement à la disparition des preuves et du corps. Pour masquer la nature précise de leur crime et leur mobile, ils décident de demander une rançon et conçoivent un plan complexe pour l'obtenir (par courrier et par téléphone). Ils tapent la dernière série d'instructions impliquant le versement de l'argent sujet à une demande de rançon, en utilisant la machine à écrire volée dans l'université du Michigan. Un ciseau à bois est acheté pour servir d’arme du crime.
Après une longue recherche d'une victime appropriée, principalement sur le terrain de la Harvard School for Boys dans le quartier de Kenwood, où Loeb avait été éduqué, ils choisissent Robert "Bobby" Franks, le fils de 14 ans d’un riche fabricant de montres de Chicago, Jacob Franks. Bobby Franks était le petit cousin de Loeb et un voisin d'en face qui avait joué au tennis à la résidence de Loeb à plusieurs reprises.

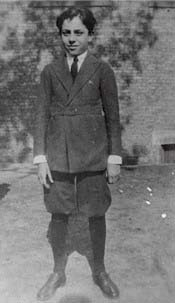
Le jeune Bobby Franks.

Chicago, le 21 mai 1924. Leopold et Loeb mettent leur plan à exécution. Ils utilisent une voiture que Leopold avait louée sous le nom de Morton D. Ballard et croisent Franks qui rentre à pied de l'école et lui proposent de le ramener chez lui. Le garçon refuse dans un premier temps, arguant que sa destination est à moins de deux pâtés de maisons, mais Loeb parvient à le persuader de monter dans la voiture pour discuter d'une raquette de tennis qu'il utilisait. La séquence précise des événements qui ont suivi reste contestée, mais la version la plus couramment admise est que Leopold est au volant de la voiture tandis que Loeb est assis sur le siège arrière avec le ciseau à bois et Franks également à l’avant sur le siège passager. Loeb aurait alors frappé Franks à plusieurs reprises à la tête avec le ciseau à bois, puis l'aurait traîné sur le siège arrière et l'aurait bâillonné peu avant qu’il meure. Les deux complices versent par la suite de l'acide chlorhydrique sur le corps pour en rendre l'identification plus difficile, et puis vont tranquillement manger un hot-dog.
Après leur repas, ils vont cacher le corps dans une forêt près du lac Wolf (en), à proximité de la frontière entre l'Illinois et l'Indiana, non loin du quartier de Hegewisch (à l'extrémité sud-est de Chicago). Ils rentrent chez eux et appellent la mère de la victime pour lui dire que son fils a été enlevé, puis envoient une série d'instructions pour le paiement de la rançon  de 10 000 dollars. En attendant, ils passent la soirée à jouer aux cartes.
Cependant, avant que la famille n'ait le temps de payer la rançon, le corps est découvert ; dès qu'ils l'apprennent ils détruisent la machine à écrire qui a servi à la demande de rançon et brûlent la couverture utilisée pour déplacer le corps. Cependant, une paire de lunettes très particulière est trouvée à proximité du lieu du crime et l’enquête révèle que seulement trois personnes à Chicago ont commandé ce type de paire de lunettes dont Nathan Leopold. D'autre part, Leopold prétend que lui et Loeb sont partis se promener en voiture avec deux jeunes filles, alors que la police découvre que la voiture de Nathan Leopold était  ce jour-là entre les mains de son chauffeur pour une réparation.

## Motivation
Cette affaire est particulière car en fait la seule motivation de Leopold et Loeb était de tenter de prouver leur supériorité et d'essayer de commettre un crime parfait. La froideur de leurs intentions marque l'opinion publique et fait de ce procès l'un des plus grands du siècle. Le brillant avocat Clarence Darrow assure leur défense et leur évite la pendaison grâce à sa plaidoirie fondée sur le déterminisme, qui dura douze heures, sur deux journées d'audience. Son argument principal porte sur le caractère inhumain des pratiques et des punitions du système judiciaire américain, complété par la jeunesse et l'immaturité des accusés. Le 10 septembre 1924, Leopold et Loeb sont condamnés à la prison à perpétuité pour meurtre, ainsi qu’à 99 ans pour enlèvement.

## L'après-procès

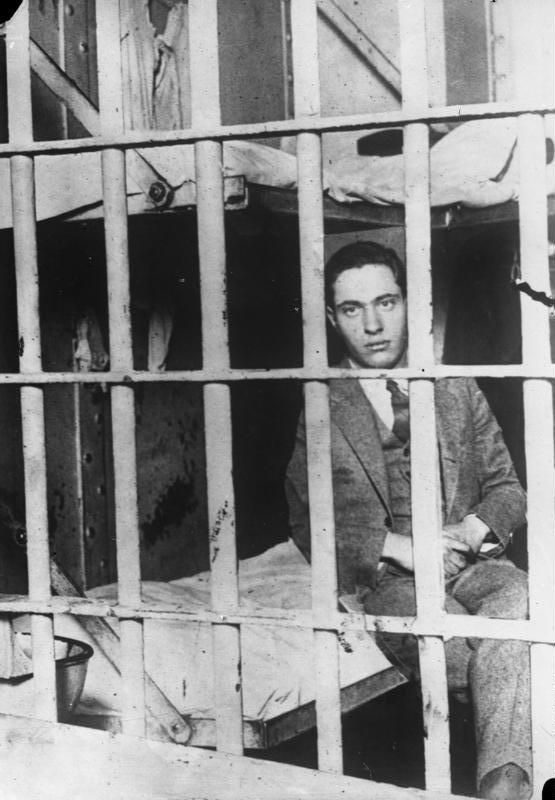
Nathan Leopold à la prison de Stateville en 1931.

Loeb meurt au centre correctionnel de Stateville (Stateville Correctional Center) en 1936 des suites d'une agression au rasoir commise par un autre détenu, James E. Day, qui lui a reproché de lui avoir fait des avances sexuelles. Il est également possible qu'il se soit agi d'une vengeance à la suite du refus par Loeb des propositions de James Day, celui-ci ayant par la suite été vu avoir des relations avec un autre détenu. Loeb est inhumé au cimetière de Oak Woods à Chicago.
Leopold s'implique dans l'instruction des prisonniers, ce qui lui permet d'obtenir une remise de peine au bout de 34 ans de prison. Il obtient par la suite une maîtrise à l'université de Porto Rico, puis y donne des cours ; il devient chercheur et fait des recherches sur la lèpre à l'École de médecine de l'université de Porto Rico. Il est également actif au sein de la Natural History Society of Puerto Rico. En 1963, il publie un livre recensant les oiseaux de Porto Rico et des îles Vierges. Il meurt à Porto Rico en 1971 d'une crise cardiaque liée à son diabète.

## Dans la culture populaire
Cette affaire a eu un grand retentissement à l'époque, choquant la communauté juive dont les deux criminels étaient issus (bien que non pratiquants, la mère de Loeb étant par ailleurs catholique), la presse se fit largement l'écho de ce crime qui a influencé par la suite, plus ou moins directement, de nombreuses œuvres dont Rope's End (1929), pièce de théâtre de Patrick Hamilton, qui fait l'objet d'une adaptation cinématographique par Alfred Hitchcock en 1948, La Corde, de même Le Génie du mal (1959), un film assez fidèle aux faits de Richard Fleischer, et diverses autres œuvres de fiction (Swoon, Calculs meurtriers). 
Un roman dans la catégorie true crime, intitulé Compulsion (Crime dans la traduction française), a été écrit par Meyer Levin trente ans après les faits. Meyer Levin (1905-1981) étudiait dans la même université que les deux garçons, les côtoyait parfois et suivit l'affaire en tant que journaliste. C'est de cet ouvrage que s'est inspiré le film de Richard Fleischer. Leopold écrira que la lecture du livre de Levin l'avait rendu "physiquement malade" : « Plus d'une fois, j'ai dû poser le livre et attendre que la nausée disparaisse. J'ai ressenti ce qu'un homme ressentirait, je suppose, s'il était exposé tout nu sous un puissant projecteur devant un large public ».
Tom Kalin réalise Swoon (1992) en se focalisant sur l'homosexualité des deux complices : le film est primé au festival du film de Sundance.
La comédie musicale Thrill Me retrace la relation de Loeb et Leopold sous forme de flashbacks, des débuts chaotiques de leur couple à la libération conditionnelle de Leopold.
L'Accident de chasse, un roman graphique de Landis Blair et David L. Carlson, narre notamment la cohabitation d'un des protagonistes avec Nathan Leopold au pénitencier. L'ouvrage a reçu de nombreux prix, dont le Fauve d'or au festival d'Angoulême 2021.
Dans l'épisode 7 de la saison finale de la série Better Call Saul, un personnage, Howard Hamlin,  compare Kim Wexler et Jimmy McGill aux deux tueurs. Il les accuse d'être deux sociopathes similaires à Leopold et Loeb, pour avoir détruit sa carrière, ainsi que sa vie.
Le bédeaste américain Daniel Clowes raconte l’affaire dans son recueil d’histoires courtes dessinées Ice Haven.
Dans l’épisode 19 de la saison 4 de Seinfeld, Jerry Seinfeld fait référence aux deux meurtriers, « we are like Leopold and Loeb » alors qu’ils pensent avec son voisin Kramer avoir provoqué la mort de quelqu’un.